# Hilde Pedersen
Hilde Gjermundshaug Pedersen (Hamar, 8 de noviembre de 1964) es una deportista noruega que compitió en esquí de fondo. 
Participó en dos Juegos Olímpicos de Invierno, obteniendo dos medallas, plata en Salt Lake City 2002, en la prueba de relevo (junto con Marit Bjørgen, Bente Skari y Anita Moen), y bronce en Turín 2006, en los 10 km.
Ganó seis medallas en el Campeonato Mundial de Esquí Nórdico entre los años 2001 y 2005.

## Palmarés internacional
| Juegos Olímpicos   | Juegos Olímpicos                | Juegos Olímpicos  | Juegos Olímpicos     |
| Año                | Lugar                           | Medalla           | Prueba               |
| ------------------ | ------------------------------- | ----------------- | -------------------- |
| 2002               | Salt Lake City (Estados Unidos) | Medalla de plata  | Relevo 4 × 5 km      |
| 2006               | Turín (Italia)                  | Medalla de bronce | 10 km                |
| Campeonato Mundial |                                 |                   |                      |
| Año                | Lugar                           | Medalla           | Prueba               |
| 2001               | Lahti (Finlandia)               | Medalla de plata  | Relevo 4 × 5 km      |
| 2003               | Val di Fiemme (Italia)          | Medalla de plata  | Relevo 4 × 5 km      |
| 2003               | Val di Fiemme (Italia)          | Medalla de bronce | Velocidad individual |
| 2003               | Val di Fiemme (Italia)          | Medalla de bronce | 10 km                |
| 2005               | Oberstdorf (Alemania)           | Medalla de oro    | Velocidad por equipo |
| 2005               | Oberstdorf (Alemania)           | Medalla de oro    | Relevo 4 × 5 km      |